# 康城街道
康城街道是中华人民共和国河北省廊坊市三河市下辖的一个街道办事处。
2019年，河北省民政厅发出《关于同意三河市部分行政区划调整的批复》（冀民函〔2019〕82号）：增设康城街道办事处。

## 行政区划
康城街道下辖以下村级行政区划单位：
天洋南社区、天洋北社区、蓝湾社区、首钢社区、铁南社区、铁三局社区、新锐社区、阳光社区、中盛世纪社区、黄金花园社区、鼎盛社区、御园南区社区、福成南社区、青二社区、雷捷时代公寓社区、港中旅南社区、港中旅北社区、维多利亚社区、风尚国际社区、紫竹园南区社区、香格里拉社区、铁北社区。